# Mehlbeutel

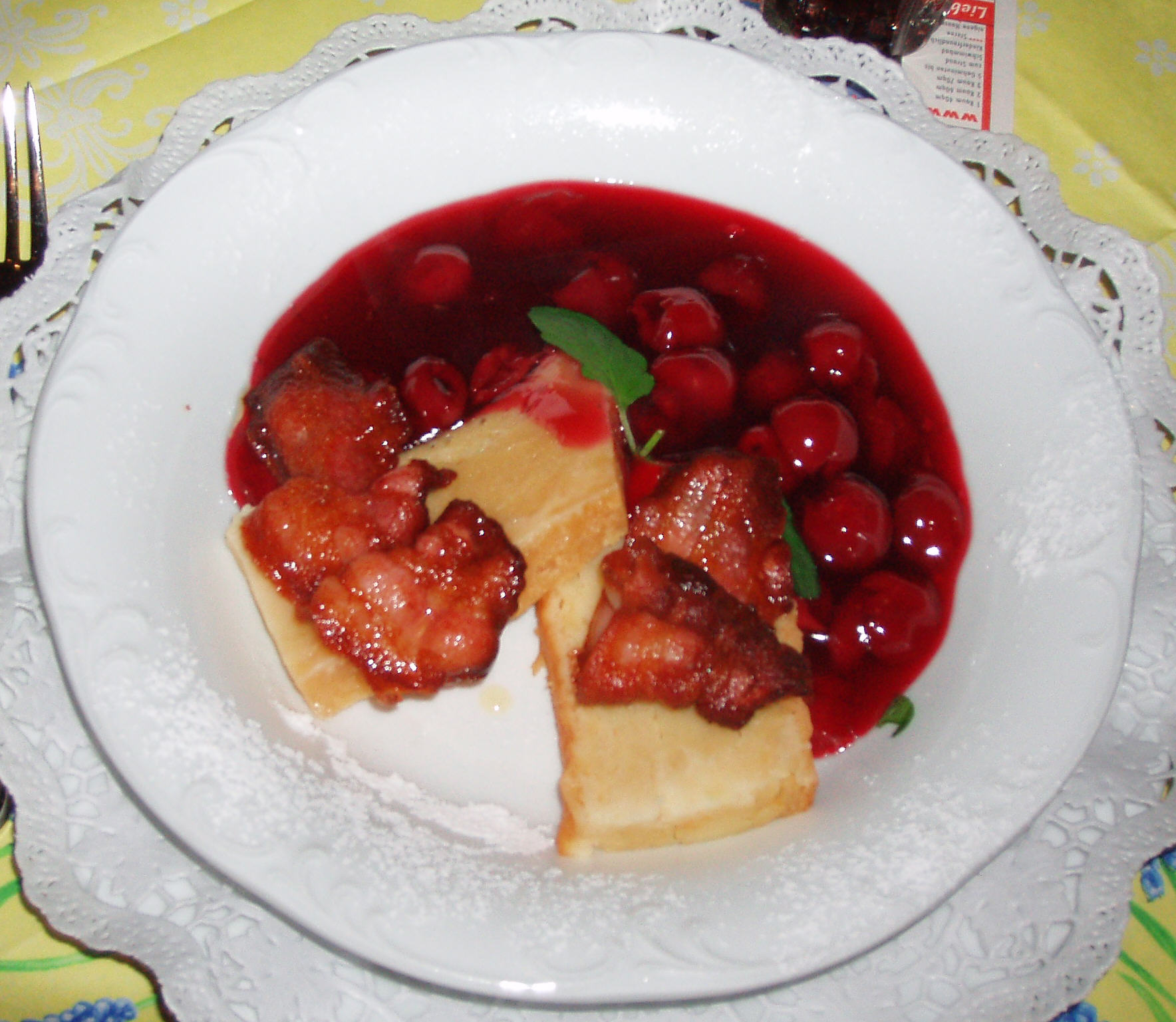
Dithmarscher Mehlbeutel mit Speckstreifen und Kirschen

Der Mehlbeutel (niederdeutsch Mehlbüdel, Mehlbüddel, Meelbüdel oder  Mehlpüüt, dänisch Melbudding) ist ein traditionelles Gericht der niedersächsischen, schleswig-holsteinischen, Hamburger und dänischen Küche. Es handelt sich um einen Serviettenkloß, der – aus dem Pudding der englischen Küche übernommen – sich ab dem späten 17. Jahrhundert in Norddeutschland verbreitete. Besonders konnte er sich in Dithmarschen verbreiten, wo er die Stellung eines Nationalgerichts einnahm.
Der Dithmarscher Mehlbeutel ist ein salziger, mit etwas Zitronenschale gewürzter und mit Eiern gelockerter Mehlkloß, bei dem der Teig in ein Tuch eingeschlagen in einem Topf gart. Serviert wird der Mehlkloß mit Zucker, flüssiger Butter und Scheiben von Schweinebackenfleisch.
Für Festtage wurden dem Teig für den Dithmarscher Mehlbeutel neben einer größeren Anzahl von Eiern auch noch Korinthen und Rosinen für den sogenannten Bunten Mehlbeutel zugefügt.

## Geschichte
Der Pudding wurde in Deutschland zuerst in den Städten der deutschen Nordseeküste bekannt. Erste Rezepte für „Püdding oder Mehlbeutel“ tauchten 1683 bei Georg Andreas Böckler und 1697 bei Maria Sophia Schellhammer auf. Sie bestanden aus Mehl, Eiern und verschiedenen Zusätzen wie Speck oder Rosinen.
Mit der Popularität, die England insbesondere im Hamburg des 18. Jahrhunderts genoss, gewann auch die englische Küche an Popularität, wobei der Pudding als typisch galt. In der gutbürgerlichen Küche wurde er zum Pastetenersatz, bis er Ende des 19. Jahrhunderts aus der Mode kam. Vom Nordseeraum aus verbreitete sich der Serviettenkloß in ganz Deutschland, so dass er sich Ende des 18. Jahrhunderts deutschlandweit in Kochbüchern fand. In die Volksküche vordringen konnte er jedoch nur in einem Bereich in Thüringen und Franken als Serviettenkloß und im norddeutschen Raum um Hamburg als Mehlbeutel. Insbesondere in Bremen, Hamburg und Holstein konnte sich der Mehlbeutel als Bestandteil zahlreicher Fest- und Alltagsmahlzeiten etablieren. Im Gegensatz zum süddeutschen Raum folgte in Norddeutschland der Kloß dem Mehlbeutel in der Beliebtheit.
In Dithmarschen ist der Mehlbeutel ab 1755 belegt. Da er sich dort in einer Zeit wirtschaftlichen Wohlstandes verbreitete, in der Dithmarscher Seefahrer die Küsten Westeuropas bis zur iberischen Halbinsel befuhren, ist es wahrscheinlich, dass sie das Gericht nicht nur aus den Hansestädten, sondern auch direkt aus England übernahmen. Dort konnte er sich in großer Vielfalt entwickeln, die zu einer regelrechten „Mehlbeutelhierarchie“ führte, so der Volkskundler Günter Wiegelmann. Während der Mehlbeutel im übrigen Norddeutschland Ende des 19. bis Mitte des 20. Jahrhunderts aus der Mode kam, konnte er sich in Dithmarschen bis heute halten.